# Пол Ричард Харди
Пол Ричард Харди (на английски: Paul Richard Hardy) е британски писател на произведения в жанра научна фантастика и документалистика. Пише като Пол Р. Харди (Paul R Hardy).

## Биография и творчество
Пол Ричард Харди е роден на 23 май 1973 г. в Англия.
Започва работа като режисьор и продуцент. В периода 1998-2001 г. е директор в „Cyber Media“ в Ъпминстър, Есекс. Основател на фирмата „Leofric Films“ в Ковънтри, а през 2008 г. е съосновател на „Barely Human Productions“. Създава 18 късометражни филма. Получава наградата на BBC за драма. Съавтор и съпродуцент на филма „Triple Hit“.
Работата и опита си в производството на документални и късометражни филми отразява в две документални книги от 2001 и 2009 г.
Първият му научнофантастичен роман „The Last Man on Earth Club“ е издаден през 2011 г. Героите на романа са шестима души оцелели от апокалипсиса в шест паралелни вселени и техният терапевт. Заедно те трябва да преодолеят преживяното и да продължат напред. Романът става бестселър и го прави известен, след което той се посвещава на писателската си кариера.

## Произведения
Авторът не е издаван в България и е познат само от фен-преводи.

### Самостоятелни романи
- The Last Man on Earth Club (2011)
Клуб „Последният човек на Земята“ – Терапия за оцелели от Апокалипсис – фен-превод
- Moment of Extinction (2012) – предистория на „The Last Man on Earth Club“

### Серия „Пътят на инквизитора“ (The Inquisitor's Progress)
1. A World of Prayer (2013)
2. A World of Study (2013)
3. A World of Work (2013)
4. A World of Games (2013)
5. A World Within God (2013)

- The Inquisitor's Progress (2013) – сборник

### Серия „Днес преди двадесет години“ (Twenty Years Ago Today)
1. Twenty Years Ago Today, Part One (2014)
2. Twenty Years Ago Today, Part Two (2014)
3. Twenty Years Ago Today, Part Three (2015)

### Документалистика
- The Pocket Essential Filming on a Microbudget (2001)
- Filming on a Microbudget (2009)

### Филмография
- 2005 Bunny's Job – автор, сценарист, режисьор, продуцент
- 2006 Welcome to My Country – изпълнителен продуцент
- 2006 Ghost Town – съпродуцент
- 2007 Ministry of Secrets: Resisting Mind Control – помощник режисьор, изпълнителен продуцент
- 2007 Ministry of Secrets: Guide to Homo Sapiens Sanguisugens – изпълнителен продуцент
- 2008 Blood Actually – автор, сценарист, режисьор, продуцент
- 2009 Schrödinger's Girl („Triple Hit“) – автор, продуцент